# باتريك غوردون (سياسي)
باتريك غوردون (بالإنجليزية: Patrick Gordon)‏ هو سياسي أمريكي، ولد في 1664، وتوفي في 17 أغسطس 1736.